# Huehuetl

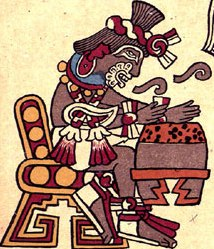
Een huēhuētl

De huēhuētl is een percussie-instrument uit Mexico, gebruikt door de Azteken en andere culturen. Het is een rechtopstaande buisvormige trommel gemaakt van een houten lichaam met open bodem, dat op drie poten gesneden uit de basis staat, met de huid gespannen over de top. Het kan worden bespeeld met de hand of met een houten hamer.